# Aa Saint-Omer Open
Aa Saint Omer Open er en golfturnering på PGA Europa Tour. turneringen blev første gang arrangeret i 2000. Turneringen spilles på Aa Saint-Omer Golf Club i Pas-de-Calais i Frankrig.

## Vindere
| År   | Spiller              | Land       | Score |
| ---- | -------------------- | ---------- | ----- |
| 2009 | Christian Nilsson    | Sverige    | 271   |
| 2008 | David Dixon          | England    | 279   |
| 2007 | Carl Suneson         | Sverige    | 276   |
| 2006 | César Monasterio     | Argentina  | 274   |
| 2005 | Joakim Bäckström     | Sverige    | 280   |
| 2004 | Jose-Filipe Lima     | Portugal   | 279   |
| 2003 | Brett Rumford        | Australien | 269   |
| 2002 | Nicolas Vanhootegem  | Belgien    | 277   |
| 2001 | Sebastien Delagrange | Frankrig   | 272   |
| 2000 | Pascal Edmond        | Frankrig   | 274   |

## Links
- Officielle hjemmeside Arkiveret 20. august 2008 hos  Wayback Machine